# Rio Ahaura
O rio Ahaura encontra-se na Ilha do Sul na Nova Zelândia. Corre a partir dos flancos oeste das Alpes do Sul ("Southern Alps") até o Rio Grey.